# Аутенрит, Иоганн Генрих Фердинанд фон
Иоганн Генрих Фердинанд фон Аутенрит (нем. Johann Heinrich Ferdinand von Autenrieth; 20 октября 1772, Штутгарт — 2 мая 1835, Тюбинген) — немецкий медик, профессор анатомии и физиологии.
В 1797 году занял кафедру медицины в Тюбингенском университете, в 1819 г. пост вице-канцлера университета, в 1822 году возглавил университет в должности канцлера. В 1805 г. открыл в Тюбингене собственную клинику, известную благодаря тому, что в 1806—1807 г. в ней содержался Фридрих Гёльдерлин. Считался одним из крупнейших медиков Германии первой трети XIX века.
Из медицинских трудов Аутенрита наиболее значительны «Дополнения к описанию развития человеческого эмбриона» (лат. «Supplementa ad historiam embryonis humani», 1797) и «Учебник физиологии человека» (нем. «Handbuch der empirischen menschlichen Physiologie», 1801—1802, в 3 томах). Он одним из первых описал симптомы ботулизма.